# Класифікація вин Бордо Алексіса Лішина
Класифікація червоних вин Бордо Алексіса Лішина — неофіційна класифікація вин регіону Бордо розроблена відомим виноробом та цінитилем вина Алексісом Лішином.  
При розгляді офіційної класифікації вин Бордо 1855 року, Алексіс Лішин дотримувався думки, що список, якому більше сотні років, уже не міг об'єктивно оцінювати сучасну якість вин Бордо. Робота по переоцінці та зміні структури класифікації виноробних господарств Бордо, забрала у нього більшу частину професійної кар'єри і тривала понад тридцять років. Після опублікування власної Classification des Grands Crus Rouges de Bordeaux (Класифікації червоних «Гранд Крю» вин Бордо), з деякими змінами в наступні роки, Лішина стали сприймати як «старійшину неофіційної класифікації».

## Історія створення
У 1959 році комітетом, до якого входив Лішин та провідні винороби, торгівці, винні брокери Бордо було прийнято рішення про підготовчі роботи з повторної класифікації вин регіону Бордо. Попередні дослідження показали наскільки змінилися земельні ділянки де вирощується виноград у порівнянні з тими, що були під час створення офіційної класифікації 1855 року. Були відмічені часті переходи ділянок із рук в руки, приєднання частин одних господарств до інших і часто такі зміни були значними. Також варто відмітити, що у 1855 році класифікацію створювали нашвидкуруч. Її мали підготувати до всесвітньої виставки 1855 року. До класифікації не було включено виноробів правого берегу Гаронни. Також важливим було те, що включені у класифікацію 1855 року господарства були відібрані виключно за ціновими параметрами. Хоча на той момент високі ціни були показником високої якості, проте за більш ніж сто років ця ситуація істотно змінилась. Головною метою розробки нової класифікації було те, що створена у 1855 році класифікація мала статус «незмінної», що унеможливлювало її вдосконалення чи перегляд. 
Комітет зробив офіційний запит до INAO, щоб приступити до перегляду у 1960 році. Орієнтуючись на три категорії (не на п'ять як у класифікації 1855 року), видаливши 18 господарств і додавши 13 нових, заклавши час перегляду п'ять років комітет такими діями викликав хвилю незадоволення. Особливо незадоволеними були видалені та понижені господарства. Власники таких господарств засудили нову класифікацію як шкідливу, некомпетентну та несправедливу. Національний інститут контролю за походженням викликаний бути третейським суддею постановив, що його юрисдикція надто мала, щоб вирішувати справу такого рівня. Адже класифікація 1855 року вважалася національним надбанням. Після двох років розглядів, у дискусію навколо реформ була залучена Торгово-промислова палата Бордо та Академія вин Бордо (фр. Académie des Vins de Bordeaux). Врахувавши, що процес розглядів займе багато часу Лішин вирішив опублікувати власну класифікацію.

## Мета
За погодженням із комітетом Лішин вважав, що так само як і основна філософія старої класифікації 1855 року, ціна буде найнадійнішим індикатором нової класифікації. Нова класифікація не мала дозволяти перехід висококласних ділянок від одного господарства до іншого без змін у рейтингу. Крім того важливо було визначити випадки, коли господарства списку «П'яті крю» або Крю Буржуа (фр. Cru Bourgeois) перевершували за якістю господарства вищого, згідно зі старою класифікацією, рейтингу. Крім того сумнів викликала об'єктивність класифікації 1855 року, до списку якої входили лише господарства із Медок, а господарства із Грав, Сент-Емільйон та Помероль у класифікації були відсутні (крім одного господарства Château Haut-Brion із Грав). Спроба звести усі чотири райони в одну класифікацію розглядалася як унікальна у рейтингу Лішина.
Лішин вважав, що жодна класифікація не може бути запланована на час менший ніж 25-50 років, так як часті зміни будуть вводити споживачів в оману, призведуть до втрати суспільної довіри до виробників, але також приводив класифікацію 1855 року як приклад того, що жодна класифікація не може бути безстроковою. 
Лішин доводив, що у рейтингу не може бути слів «перший» «другий» тощо. Так як вводити такі позначення є помилкою, в результаті якої споживачі вважатимуть «другі» вина другосортними. Відбираючи і розширюючи власну класифікацію, використовуючи класифікації регіону Грав та Сент-Емільйон Лішин ввів нові категорії: «Видатні вина», «Виняткові вина», «Великі вина», «Вищі вина» та «Добрі вина».
Серед найпомітніших змін став рейтинг господарства Château Mouton Rothschild. Будучи «Другим Крю» у офіційній класифікації 1855 року, воно отримала категорію Crus Hors Classe «Видатні вина». Це був єдиний випадок такого суттєвого підвищення. Варто відмітити, що Château Mouton Rothschild було у 1973 році підвищено у офіційній класифікації 1855 року з «Другого Крю» до «Першого Крю».

## Публікації
Класифікація Лішина була опублікована у 1962 році і переглянута у 1966 році. Подальші незначні зміни у класифікації продовжувались аж до 1985 року, хоча остаточна класифікація була датована 1978 роком. На класифікацію Лішина не звертали уваги аж до його смерті. Дехто вважає, що причиною цього є впливовість власників господарств зі списку 1855 року, їх соціальний статус, професійний та особистий престиж, консерватизм.
Змирившись із тим, що ніякого перегляду старої класифікації не буде здійснено, Лішин у 1986 році писав:
|  | Якщо взяти до уваги усі протести, суперечки та судові позови викликані новою класифікацією для Сент-Емільйон у 1985 році, неохоче роблю висновки, що немає такої класифікації, яка могла б задовольнити усіх. |

Інші опубліковані класифікації, які намагалися переглянути офіційну класифікацію 1855 року були: рейтинг топ 100 найкращих вин Роберта Паркера, «L'histoire de la vigne & du vin» (Історія вина та лози) Бернара та Анрі Енжальбера, та роботи магістрів вин Клайва Коутса та Девіда Пепперкорна, а також класифікація 2009 року Liv-ex Bordeaux Classification Лондонської міжнародної біржі виноробів (англ. Liv-ex).

## Класифікація червоних «Гранд Крю» вин Бордо
Остаточний варіант класифікації 1978 року з порівняльними примітками класифікації 1966 року.
Кольорове позначення регіонів походження господарств та вин.
| О-Медок | Грав | Сент-Емільйон | Помероль |

| Château Lafite Rothschild               | Château Margaux                      | Château Latour                   |
| Château Mouton Rothschild               | Château Haut-Brion                   | Château Cheval Blanc             |
| Château Ausone                          | Château Pétrus                       |                                  |
| Crus Exceptionnels «Виняткові вина»     |                                      |                                  |
| Château Beychevelle                     | Château Brane-Cantenac               | Château Cos d'Estournel[*]       |
| Château Ducru-Beaucaillou[*]            | Château Gruaud-Larose                | Château Lascombes                |
| Château Léoville Barton                 | Château Léoville-Las Cases[*]        | Château Léoville-Poyferré        |
| Château Montrose                        | Château Palmer                       | Château Pichon Lalande           |
| Château Pichon Longueville              | Domaine de Chevalier[*]              | Château La Mission Haut-Brion[*] |
| Château Pape Clément[*][a]              | Château Figeac[*]                    | Château Magdelaine[a]            |
| Château La Conseillante                 | Château l'Évangile                   | Château Lafleur[a]               |
| Château La Fleur-Pétrus[a]              | Château Trotanoy[a]                  |                                  |
| Grands Crus «Великі вина»               |                                      |                                  |
| Château Branaire                        | Château Calon-Ségur[b]               | Château Cantemerle[b]            |
| Château Cantenac-Brown                  | Château Dufort                       | Château Giscours[*]              |
| Château d'Issan                         | Château La Lagune                    | Château Lynch-Bages[*][b]        |
| Château Malescot St. Exupéry            | Château Mouton-Baron-Philippe        | Château Prieuré-Lichine[*]       |
| Château Rausan-Ségla                    | Château Rauzan-Gassies               | Château Talbot                   |
| Château Haut-Bailly[*]                  | Château Beau-Séjour Bécot[a]         | Château Belair[*][b]             |
| Château Canon[*][b]                     | Clos Fourtet                         | Château La Gaffelière[b]         |
| Château Pavie                           | Château Trottevieille[a]             | Château Gazin                    |
| Château Latour à Pomerol[a]             | Château Petit-Village[*]             | Vieux Château Certan[*][b]       |
| Château Nenin[a]                        |                                      |                                  |
| Crus Supérieurs «Вищі вина»             |                                      |                                  |
| Château Batailley                       | Château Boyd-Cantenac[*][a]          | Château Chasse-Spleen            |
| Château Clerc-Milon-Rothschild[a]       | Château Gloria                       | Château Grand-Puy-Lacoste[b]     |
| Château Haut-Batailley[*]               | Château Kirwan                       | Château Lagrange[a]              |
| Château Langoa Barton                   | Château Marquis d'Alesme Becker      | Château Pontet-Canet[b]          |
| Château La Tour Carnet[a]               | Château Carbonnieux                  | Château de Fieuzal[a]            |
| Château Malartic-Lagravière[*]          | Château Smith Haut Lafitte           | Château l'Angélus                |
| Château Balestard-la-Tonnelle[*][a]     | Château Beauséjour-Duffau-Lagarrosse | Château Cadet-Piola[a]           |
| Château Canon-la-Gaffelière             | Château La Clotte[a]                 | Château Croque-Michotte          |
| Château Curé-Bon-la-Madeleine           | Château La Dominique[a]              | Château Larcis Ducasse           |
| Château Larmande[a]                     | Château Soutard[a]                   | Château Troplong Mondot[a]       |
| Château Villemaurine                    | Château Beauregard                   | Château Certan-Giraud            |
| Château Certan de May[b]                | Clos l'Église                        | Château l'Église-Clinet          |
| Château Le Gay[a]                       | Château Lagrange                     | Château La Pointe                |
| Bons Crus «Добрі вина»                  |                                      |                                  |
| Château d'Agassac[a]                    | Château d'Angludet[*]                | Château Beau-Site[a]             |
| Château Beau-Site Haut-Vignoble[a]      | Château Bel-Air-Marquis-d'Aligre[b]  | Château Belgrave                 |
| Château de Camensac[*][a]               | Château Citran[a]                    | Château Cos Labory               |
| Château Croizet Bages[*]                | Château Dauzac                       | Château Ferrière[b]              |
| Château Fourcas Dupré                   | Château Fourcas Hosten               | Château Grand-Puy-Ducasse[b]     |
| Cru Gressier Grand Poujeaux             | Château Hanteillan[a]                | Château Haut-Bages-Libéral       |
| Château Labégorce[a]                    | Château Labégorce-Zedé[a]            | Château Lafon-Rochet[a]          |
| Château Lanessan                        | Château Lynch-Moussas                | Château Marbuzet[a]              |
| Château Marquis de Terme                | Château Maucaillou[a]                | Château Les Ormes-de-Pez         |
| Château Pédesclaux[a]                   | Château de Pez[*]                    | Château Phélan Ségur             |
| Château Pouget[a]                       | Château Poujeaux                     | Château Saint-Pierre[*]          |
| Château Siran                           | Château du Tertre[a]                 | Château La Tour de Mons[b]       |
| Château Villegeorge[a]                  | Château Bouscaut                     | Château Larrivet-Haut-Brion[a]   |
| Château La Louvière[a]                  | Château La Tour Haut-Brion[b]        | Château La Tour-Martillac[b]     |
| Château l'Arrosée[a]                    | Château Bellevue[a]                  | Château Cap de Mourlin           |
| Domaine du Chatelet                     | Château Corbin (Giraud)              | Château Corbin (Manuel)          |
| Château Corbin Michotte                 | Château Coutet                       | Château Dassault[a]              |
| Château La Fleur-Pourret[a]             | Château Franc-Mayne[a]               | Château Grace-Dieue              |
| Château Grand Barrail-Lamarzelle-Figeac | Château Grand Corbin                 | Château Grand Corbin-Despagne    |
| Château Grand-Mayne[a]                  | Château Grand Pontet[a]              | Clos des Jacobins                |
| Couvent-des-Jacobins                    | Château Guadet-St. Julien[a]         | Château Laroque[a]               |
| Château Moulin-du-Cadet[a]              | Château Pavie-Decesse[a]             | Château Pavie-Macquin[a]         |
| Château Saint-Georges-Côte-Pavie        | Château Tertre-Daugay[a]             | Château La Tour-Figeac[a]        |
| Château la Tour-du-Pin-Figeac           | Château Trimoulet[a]                 | Château Yon-Figeac[a]            |
| Château Bourgneuf-Vayron[a]             | Château La Cabanne[a]                | Château Le Caillou[a]            |
| Château Clinet[a]                       | Clos du Clocher[a]                   | Château La Croix                 |
| Château La Croix-de-Gay                 | Domaine de l'Église[a]               | Château l'Enclos[a]              |
| Château Gombaude-Guillot                | Château La Grave[a]                  | Trignant de Boisset[a]           |
| Château Guillot[a]                      | Château Moulinet[a]                  | Château Rouget                   |
| Clos René[*][a]                         | Château de Sales                     | Château du Tailhas[a]            |
| Château Taillefer[a]                    | Château Vraye-Croix-de-Gay[a]        |                                  |

﹡ ^  Лішин відмічає: «Ці вина кращі ніж їх колеги по категорії».

 a ^  Підвищені у рівні в класифікації 1978 року у порівнянні з класифікацією 1966 року.

 b ^  Понижені у рівні в класифікації 1978 року у порівнянні з класифікацією 1966 року.

### Вина виведені з класифікації 1978 року
| Château Capbern       | Château Dutruch-Lambert | Château Paveil                |                |
| Château Baleau        | Château Fonroque        | Château Les Grandes Murailles | Château Ripeau |
| Château Feytit-Clinet | Château la Fleur-Porret | Château Mazeyres              |                |